# Liste antiker Ortsnamen und geographischer Bezeichnungen/Vo
| Lateinischer Name  | Griechischer Name         | Beschreibung                             | Heute                                                                               | Quellen und Verweise | Lage |
| ------------------ | ------------------------- | ---------------------------------------- | ----------------------------------------------------------------------------------- | -------------------- | ---- |
| Vobarna            |                           |                                          |                                                                                     | Smith;               |      |
| Vocanus Ager       |                           |                                          |                                                                                     | Smith;               |      |
| Vocarium           |                           |                                          |                                                                                     | Smith;               |      |
| Vocates            |                           |                                          |                                                                                     | Smith;               |      |
| Vocetius Mons      |                           |                                          |                                                                                     | Smith;               |      |
| Voconii Forum      |                           |                                          |                                                                                     | Smith;               |      |
| Vocontii           |                           |                                          |                                                                                     | Smith;               |      |
| Vodgoriacum        |                           |                                          |                                                                                     | Smith;               |      |
| Vogesus            |                           |                                          |                                                                                     | Smith;               |      |
| Volana             |                           |                                          |                                                                                     | Smith;               |      |
| Volandum           |                           |                                          |                                                                                     | Smith;               |      |
| Volaterrae         | Οὐολατέρραι (Ouolaterrai) | etruskische Stadt                        | Volterra in der Toskana                                                             | Smith;               |      |
| Volcae             | Οὐόλκαι (Ouolkai)         | keltisches Volk im südlichen Gallien     |                                                                                     | Smith;               |      |
| Volcarum Stagna    |                           |                                          |                                                                                     | Smith;               |      |
| Volceium           |                           |                                          |                                                                                     | Smith;               |      |
| Volci              |                           |                                          |                                                                                     | Smith;               |      |
| Volciani           |                           |                                          |                                                                                     | Smith;               |      |
| Volenos            |                           |                                          |                                                                                     | Smith;               |      |
| Voliba             |                           |                                          |                                                                                     | Smith;               |      |
| Volobriga          |                           |                                          |                                                                                     | Smith;               |      |
| Vologatis          |                           |                                          |                                                                                     | Smith;               |      |
| Vologesia          |                           |                                          |                                                                                     | Smith;               |      |
| Volsas             |                           |                                          |                                                                                     | Smith;               |      |
| Volsci             |                           |                                          |                                                                                     | Smith;               |      |
| Volsiniensis Lacus |                           | See in Etrurien                          | Bolsenasee                                                                          | Smith;               |      |
| Volsinii           | Οὐολσίνιον (Ouolsinion)   | Stadt des etruskischen Zwölfstädtebundes | unweit des Zusammenflusses von Chiana und Tiber, möglicherweise das heutige Orvieto | Smith;               |      |
| Voltumnae Fanum    |                           |                                          |                                                                                     | Smith;               |      |
| Volubiliani        |                           |                                          |                                                                                     | Smith;               |      |
| Volubilis          | Οὐολουβιλίς (Ouoloubilis) | Stadt in Mauretania Tingitana            | nahe Meknès in Marokko                                                              | Smith;               |      |
| Voluce             |                           |                                          |                                                                                     | Smith;               |      |
| Voluntii           |                           |                                          |                                                                                     | Smith;               |      |
| Volustana          |                           |                                          |                                                                                     | Smith;               |      |
| Vomanus            |                           |                                          |                                                                                     | Smith;               |      |
| Vordenses          |                           |                                          |                                                                                     | Smith;               |      |
| Voreda             |                           |                                          |                                                                                     | Smith;               |      |
| Vorganium          |                           |                                          |                                                                                     | Smith;               |      |
| Vorogium           |                           |                                          |                                                                                     | Smith;               |      |
| Vosalia            |                           |                                          |                                                                                     | Smith;               |      |
| Vosava             |                           |                                          |                                                                                     | Smith;               |      |
| Vosegus            |                           | Gebirgszug in Gallien                    | Vogesen                                                                             | Smith;               |      |